# Zonopterus grandis
Zonopterus grandis là một loài bọ cánh cứng trong họ Cerambycidae.